# Finlay Calder
Finlay Calder (Haddington, 20 de agosto de 1957) es un exrugbista británico que se desempeñaba como ala. Fue internacional con el XV del Cardo de 1986 a 1991 y capitán de los Leones Británicos e Irlandeses.

## Biografía
Es gemelo, su hermano Jim Calder también fue un destacado rugbista que jugó para Escocia y los Leones. No obstante, ellos nunca jugaron juntos para Escocia; Jim fue seleccionado por última vez en marzo de 1985.
Empezó a jugar rugby en el Stewart's Melville RFC y luego se pasó al Heriot's Rugby Club donde se retiró. Calder tiene dos hijos.
En 1990 recibió la Orden del Imperio Británico por sus contribuciones al deporte.

## Selección nacional
En 1984 representó en dos ocasiones a Escocia B.
Derrick Grant lo seleccionó para el Torneo de las Cinco Naciones 1986 y debutó contra Les Bleus.
Su última prueba fue ante los All Blacks, por el tercer puesto de la Copa Mundial de Inglaterra 1991. En total disputó 34 partidos y anotó dos tries (8 puntos de aquel entonces).

### Participaciones en Copas del Mundo
Grant lo llevó a Nueva Zelanda 1987 como titular y disputó todos los partidos. Ian McGeechan le mantuvo la titularidad en Inglaterra 1991, su último mundial y a los 34 años fue el jugador más adulto del plantel.
| Mundial                       | Sede          | Resultado        | PJ | Tries |
| ----------------------------- | ------------- | ---------------- | -- | ----- |
| Copa Mundial de Rugby de 1987 | Nueva Zelanda | Cuartos de final | 4  | 0     |
| Copa Mundial de Rugby de 1991 | Inglaterra    | Cuarto puesto    | 5  | 0     |

### Leones
Su compatriota Ian McGeechan lo convocó a los Leones Británicos e Irlandeses para viajar a la gira de Australia 1989. Jugó las tres pruebas frente a los Wallabies.
Calder se convirtió en el primer capitán escocés desde Mike Campbell-Lamerton en la última Australia y Nueva Zelanda 1966 y el primero en llevar al equipo a la victoria desde Willie McBride en la polémica Sudáfrica 1974.

## Estilo de juego
Durante su trayectoria internacional se alineó con los destacados: el ala John Jeffrey y el octavo Derek White. Aquella tercera línea es recordada como la más destacada del seleccionado en la historia, ya que obtuvo el Grand Slam y la mejor participación mundialista escocesa.
«La capacidad de Calder para usar su impulso, determinación y conocimiento innato del juego para superar sus indudables deficiencias, en particular siempre fue un poco lento para el lado abierto, lo ayudó a convertirse en uno de los operadores de la tercera línea más efectivos de la era moderna. Si él y los otros dos miembros de la fila de atrás del Grand Slam John Jeffrey y Derek White no podían imponer su propio juego, ciertamente se asegurarían de que la oposición no pudiera imponer el suyo». – Richard Bath

### Palmarés
Campeón del Torneo de las Cinco Naciones de 1990.